# Lyngby Stadion
Lyngby Stadion er et fodboldstadion i Lyngby. Stadionet er Lyngby Boldklubs (fodbold) hjemmebane. Stadion var godkendt til 9.000 tilskuere efter ombygningen med tribune og sponsor lounge, og har en fanshop og et par pølseboder. Stadion fik i starten af 1973 som det andet stadion i Danmark kunstofbelægning (Tartan) for atletik. I 2005 blev stadion renoveret og der kom en helt ny kunstofbelægning på.
I 2013 åbnede en ny vest tribune hvor man samtidig fjernede store dele af løbebanen. I 2016 åbnede en ny tribune på sydenden og dermed blev Lyngby stadion udvidet til 10.100 pladser.

## Udbud af stadion
Den 1. juli 2021 offentliggjorde Lyngby-Taarbæk kommune at de ønsker at sætte Lyngby Stadion i udbud. Stadion skal rumme maksimum 6.500 tilskuere og være lukket hele vejen rundt. Derudover skal der bygges maksimum 13.500 nye kvadratmeter til studie-/ungdomsboliger, seniorboliger, kontor- og serviceerhverv.

## Tilskuerrekord
Fodbold
- 14.794, Lyngby BK-B1903 i 1991.[1]

## Baneoversigt
Der er i alt 12 forskellige baner på Lyngby Stadion. 1.holder spiller på opvisningbanen i tuneringkampe. I vinter pausen bliver typisk kunst 1 brug til træningskampene. 2. holder spiller på det der hedder Bane 3.

## Ekstern henvisning
- Lyngby Boldklubs officielle hjemmeside
- Baneoversigt på Lyngby Boldklub 1921 Arkiveret 15. august 2017 hos  Wayback Machine

1. ↑  https://lyngby-boldklub.dk/2019/11/05/lyngby-boldklub-lancerer-det-blaa-fodboldnetvaerk/ Lyngby Boldklub lancerer ‘Det Blå Fodboldnetværk’
2. ↑  https://lyngby-boldklub.dk/netvaerksklubber/ Det blå fodboldnetværk